# اهریمنو سیر کن
اهریمنو سیر کن (به انگلیسی: Feed the Beast) نخستین آلبوم استودیویی از خوانندهٔ آلمانی کیم پتراس می‌باشد که در ۲۳ ژوئن سال ۲۰۲۳ از سوی آمیگو
و ریپابلیک به‌دنبال دو میکس‌تیپ که پتراس به‌طور مستقل آن‌ها را چهار سال پیش منتشر کرده بود، منتشر گردید. اهریمنو سیر کن از لحاظ موسیقایی آلبوم پاپ و رقصی می‌باشد، و ترانه‌ها با مضامین عشق، دل‌شکستگی و هدونیسم همراه‌هستند و بیشتر اشعار درمورد جنبش مثبت‌نگری سکس هستند.